# Velocitat angular

La velocitat angular es representa per la lletra grega. El seu mòdul indica amb quina rapidesa s'efectua el moviment; i el seu sentit, el sentit de la rotació. Per facilitar els càlculs normalment es treballa a escala, utilitzant el signe per diferenciar el sentit de rotació, i es representa amb una fletxa giratòria.

La velocitat angular, també anomenada velocitat de rotació, i de vegades pulsació o freqüència angular, està compresa en el concepte general de velocitat o variació d'una magnitud, en aquest cas la mesura d'un angle, amb el temps. El seu ús més important es dona a l'estudi de moviments periòdics com el moviment circular i el moviment harmònic. La unitat de mesura per a la velocitat angular al Sistema Internacional d'unitats és el radiant per segon (rad·s−1)
La introducció del concepte és de gran importància per la simplificació que suposa en la descripció del moviment de rotació del sòlid, ja que, en un instant donat, tots els punts del sòlid posseeixen la mateixa velocitat angular, mentre que a cadascun d'ells li correspon una velocitat tangencial que és funció de la seva distància a l'eix de rotació. Així doncs, la velocitat angular caracteritza al moviment de rotació del sòlid rígid entorn d'un eix fix.
Encara que es defineix per al moviment de rotació del sòlid rígid, també s'empra en la cinemàtica de la partícula o punt material, especialment quan aquesta es mou sobre una trajectòria tancada (circular, el·líptica, etc.).
Per exemple, un satèl·lit geoestacionari completa una òrbita per dia sobre l'equador, o 360 graus per 24 hores, i té velocitat angular ω = (360°)/(24 h) = 15°/h, o (2π rad)/(24 h) ≈ 0,26 rad/h. Si l'angle es mesura en radians, la velocitat lineal és el radi per la velocitat angular, {\displaystyle v=r\omega }. Amb un radi orbital de 42.000 km des del centre de la Terra, la velocitat del satèl·lit en l'espai és, per tant, "v" = 42.000 km x 0,26/h ≈ 11.000 km/h. La velocitat angular és positiva, ja que el satèl·lit es desplaça cap a l'Est amb la rotació de la Terra (en el sentit contrari a les agulles del rellotge des de dalt del pol nord).

## Velocitat angular en un moviment pla circular

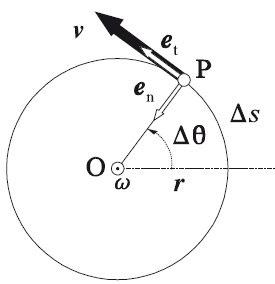
Moviment de rotació. Trajectòria circular d'un punt del sòlid al voltant de l'eix de rotació.

Per a un objecte que gira al voltant d'un eix, en cada punt al llarg del trajecte, l'objecte té la mateixa velocitat angular. La velocitat tangencial de qualsevol punt és proporcional a la seva distància de l'eix de rotació. Les unitats de velocitat angular són els radiants/segon, de manera que el seu valor instantani queda definit per la derivada:

{\displaystyle \omega =\lim _{\Delta t\to 0}{\frac {\Delta \mathbf {\theta } }{\Delta t}}={\frac {d\theta }{dt}}}

En un moviment circular uniforme, atès que una revolució completa representa 2π radiants, tenim:

{\displaystyle \omega ={\frac {2\pi }{T}}=2\pi f}

on T és el període (temps a fer una volta completa) i f és la freqüència (nombre de revolucions o voltes per unitat de temps). De manera que

{\displaystyle \omega ={\frac {2\pi }{T}}={\frac {v}{r}}\qquad \Rightarrow \qquad v=\omega r\,}

## Velocitat angular en un moviment pla general
En el cas d'un moviment pla no circular general cal definir la velocitat angular sempre respecte d'un punt. Per exemple, en estudiar l'òrbita de la terra respecte del sol, el punt més apropiat serà el focus de l'el·lipse on es troba el sol.
La velocitat angular serà la taxa de variació de l'angle subtendit del vector de posició r respecte del punt donat, i el seu valor numèric dependrà del punt triat.
Atès que el moviment radial des del punt donat no contribueix a augmentar l'angle subtendit, només la component tangencial el farà. Per tant podem dir

{\displaystyle \omega ={\frac {v\cdot \sin \theta }{r}}}

Multiplicant a dalt i a baix pel radi vector:

{\displaystyle \omega ={\frac {v\cdot r\cdot \sin \theta }{r^{2}}}}

El que apunta al fet que pot escriure's en funció del producte vectorial r x v

## Velocitat angular mitjana
El mòdul de la velocitat angular mitjana es defineix per la relació entre l'angle d'escombrat d'un vector que gira amb centre de rotació en el punt inicial i el temps necessari per realitzar aquesta rotació. És a dir,
{\displaystyle \omega (t)={\frac {\Delta \theta }{\Delta t}}}
on ω és la velocitat angular, Δθ és l'angle recorregut i Δt és el temps emprat per recórrer l'angle.
El mòdul de la velocitat instantània angular es defineix com el límit al que tendeix la relació anterior quan l'interval de temps considerat tendeix a zero. En forma matemàtica hi ha:
{\displaystyle \omega (t)={\frac {d\theta (t)}{dt}}=\lim _{\Delta t\to 0}{\frac {\theta (t+\Delta t)-\theta (t)}{\Delta t}}}
Expressant la velocitat en una forma més concisa es pot escriure:
{\displaystyle \omega (t)={\dot {\theta }}(t)}
com la primera derivada de la mesura angular
En el cas del moviment circular, la velocitat angular valdria:
{\displaystyle \omega ={\frac {d\ \theta }{d\ t}}={\frac {2\pi }{T}}=2\pi f}
perquè, el temps T, que al moviment circular uniforme és el període, l'angle descrit és 2π radiants. La magnitud escalar f és la inversa de T, i en el moviment circular uniforme rep el nom de freqüència, en aquest context, ω també pot prendre el nom de pulsació.

## Vector velocitat angular

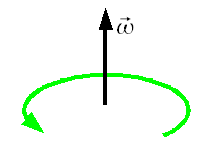
El vector de velocitat angular i la regla de la mà dreta

Per la velocitat angular és possible definir una direcció i un sentit, això li dona les característiques d'un vector. Com a direcció s'assumeix la de l'eix de rotació, és a dir, la normal o perpendicular al pla de rotació, mentre que el sentit vindrà donat per la regla de la mà dreta.
Sobre aquesta base, el vector de velocitat d'un punt descrivint una trajectòria circular de radi r amb velocitat angular ω forma de mòdul ω seria: 
{\displaystyle {\vec {v}}={\vec {\omega }}\times {\vec {r}}}

## Velocitat angular d'un triedre
Això val tant per a un sistema de referència rotatori com per a un sòlid rígid

### Tensor velocitat angular
La forma matricial per representar la velocitat angular, pot ser deduïda a partir de matrius de rotació. Qualsevol vector tridimensional que gira al voltant d'un eix amb velocitat angular {\displaystyle {\vec {\omega }}} (d'acord amb les definicions anteriors) satisfà:

{\displaystyle {\frac {d\mathbf {r} (t)}{dt}}={\boldsymbol {\omega }}\times \mathbf {r} }

Pot introduir-se ara el tensor velocitat angular associat amb la velocitat angular anterior {\displaystyle {\boldsymbol {\omega }}} com

{\displaystyle \mathbf {W} (t)={\begin{pmatrix}0&-\omega _{z}(t)&\omega _{y}(t)\\\omega _{z}(t)&0&-\omega _{x}(t)\\-\omega _{y}(t)&\omega _{x}(t)&0\\\end{pmatrix}}}

Aquest tensor antisimètric {\displaystyle \scriptstyle \mathbf {W} (t)} actua com si {\displaystyle \scriptstyle ({\boldsymbol {\omega }}\times )} fos un operador:

{\displaystyle {\boldsymbol {\omega }}(t)\times \mathbf {r} (t)=\mathbf {W} (t)\mathbf {r} (t)}

Donada una matriu de rotació {\displaystyle \scriptstyle \mathbf {W} (t)}, es pot obtenir a cada instant el tensor velocitat angular W com es mostra a continuació, es compleix que:

{\displaystyle {\frac {d\mathbf {r} (t)}{dt}}=\mathbf {W} \cdot \mathbf {r} }

Com que la velocitat angular ha de ser la mateixa per als tres vectors d'un mateix sistema de referència, si la matriu {\displaystyle \scriptstyle \mathbf {R} (t)} les tres columnes de la qual són tres vectors unitaris mútuament perpendiculars, podem escriure la relació:

(*){\displaystyle {\frac {d\mathbf {R} (t)}{dt}}=\mathbf {W} \cdot \mathbf {R} (t)}

I per tant la velocitat angular es pot definir simplement com:

{\displaystyle \mathbf {W} ={\frac {d\mathbf {R} (t)}{dt}}\cdot \mathbf {R} ^{T}(t)}

Una altra manera d'obtenir directament la velocitat angular d'una rotació és derivar-ne la relació:

{\displaystyle \mathbf {R} (t)\mathbf {R} ^{T}(t)=\mathbf {\mathrm {Id} } \quad \Rightarrow {\dot {\mathbf {R} }}(t)\mathbf {R} ^{T}(t)+\mathbf {R} (t){\dot {\mathbf {R} }}^{T}(t)=\mathbf {0} }

D'on s'obté que la matriu antisimètrica definida com:

{\displaystyle \mathbf {W} (t):={\dot {\mathbf {R} }}(t)\mathbf {R} ^{T}(t)=-\mathbf {R} (t){\dot {\mathbf {R} }}(t)^{T}(t)}

Coincideix amb la definició donada abans per al tensor velocitat angular. Es pot demostrar que qualsevol grup uniparamètric de matrius de rotació pot obtenir-se com la corba integral de la següent equació diferencial (*) la solució de la qual es pot expressar com a exponencial d'una matriu com:

{\displaystyle \mathbf {R} (t)=\mathbf {R} (0)\cdot \exp \left(\int _{0}^{t}\mathbf {W} (t)dt\right)}

La definició de la velocitat angular com a tensor permet generalitzar el concepte de velocitat angular a un espai euclidià de dimensió {\displaystyle \scriptstyle \mathbb {R} ^{n}} per a n > 3.

## Velocitat angular de gir d'un cos rígid o marc de referència
Donat un marc de rotació de tres vectors de coordenades unitàries, tots tres han de tenir la mateixa velocitat angular en cada instant. En aquest marc, cada vector pot considerar-se com una partícula en moviment amb radi escalar constant.
El marc de rotació apareix en el context de cossos rígids, i s'han desenvolupat eines especials per a ell: la velocitat angular d'espín pot descriure's com un vector o, equivalentment, com un tensor.
D'acord amb la definició general, la velocitat angular d'espín d'un marc es defineix com la velocitat angular orbital de qualsevol dels tres vectors (el mateix per a tots) respecte al seu propi centre de rotació. La suma dels vectors de velocitat angular dels quadres també es defineix mitjançant la suma vectorial habitual (composició de moviments lineals), i pot ser útil per a descompondre la rotació com en un cardan. Totes les components del vector poden calcular-se com a derivades dels paràmetres que defineixen els quadres en moviment (angles de Euler o matrius de rotació). Com en el cas general, la suma és commutativa: {\displaystyle \omega _{1}+\omega _{2}=\omega _{2}+\omega _{1}}.
Per teorema de rotació d'Euler, qualsevol marc en rotació posseeix un eix instantani de rotació, que és la direcció del vector velocitat angular, i la magnitud de la velocitat angular és consistent amb el cas bidimensional.
Si triem un punt de referència {\displaystyle {\boldsymbol {R}}} fix en el cos rígid, la velocitat {\displaystyle {\dot {\boldsymbol {r}}}} de qualsevol punt del cos ve donada per
{\displaystyle {\dot {\boldsymbol {r}}}={\dot {\boldsymbol {R}}}+{\boldsymbol {\omega }}\times ({\boldsymbol {r}}-{\boldsymbol {R}})}

### Components a partir dels vectors base d'un marc de referència cos-fix
Cal considerar un cos rígid que gira al voltant d'un punt fix O. Construeixi un marc de referència en el cos que consisteix en un conjunt ortonormal de vectors {\displaystyle \mathbf {e} _{1},\mathbf {e} _{2},\mathbf {e} _{3}} fixats al cos i amb el seu origen comú en O. El vector velocitat angular d'espín tant del marc com del cos al voltant d'O és llavors
{\displaystyle {\boldsymbol {\omega }}=\left({\dot {\mathbf {e} }}_{1}\cdot \mathbf {e} _{2}\right)\mathbf {e} _{3}+\left({\dot {\mathbf {e} }}_{2}\cdot \mathbf {e} _{3}\right)\mathbf {e} _{1}+\left({\dot {\mathbf {e} }}_{3}\cdot \mathbf {e} _{1}\right)\mathbf {e} _{2},}
on {\displaystyle {\dot {\mathbf {e} }}_{i}={\frac {d\mathbf {e} _{i}}{dt}}} és la taxa de canvi temporal del vector marc {\displaystyle \mathbf {i} _{i},i=1,2,3,} a causa de la rotació.
Aquesta fórmula és incompatible amb l'expressió de la velocitat angular orbital
{\displaystyle {\boldsymbol {\omega }}={\frac {\mathbf {r} \times \mathbf {v} }{r^{2}}},}
ja que aquesta fórmula defineix la velocitat angular per a un únic punt al voltant d'O, mentre que la fórmula d'aquesta secció s'aplica a un marc o cos rígid. En el cas d'un cos rígid un {\displaystyle {\boldsymbol {\omega }}} ha de donar compte del moviment de totes les partícules en el cos.

### Components a partir d'angles d'Euler

Diagrama que mostra el marc d'Euler en verd

Les components del pseudovector velocitat angular d'espín van ser calculades per primera vegada per Leonhard Euler utilitzant els seus angles d'Euler i l'ús d'un marc intermedi:
- Un eix del marc de referència (l'eix de precessió)
- La línia de nodes del marc mòbil respecte al marc de referència (eix de nutació)
- Un eix del marc mòbil (eix de rotació intrínsec).

Euler va demostrar que les projeccions del pseudovector velocitat angular sobre cadascun d'aquests tres eixos és la derivada del seu angle associat (el que equival a descompondre la rotació instantània en tres rotacions d'Euler instantànies). Per tant:
{\displaystyle {\boldsymbol {\omega }}={\dot {\alpha }}\mathbf {u} _{1}+{\dot {\beta }}\mathbf {u} _{2}+{\dot {\gamma }}\mathbf {u} _{3}}
Aquesta base no és ortonormal i és difícil d'usar, però ara el vector velocitat pot canviar-se al marc fix o al marc mòbil amb només canviar les bases. Per exemple, canviant al marc mòbil:
{\displaystyle {\boldsymbol {\omega }}=({\dot {\alpha }}\sin \beta \sin \gamma +{\dot {\beta }}\cos \gamma ){\hat {\mathbf {i} }}+({\dot {\alpha }}\sin \beta \cos \gamma -{\dot {\beta }}\sin \gamma ){\hat {\mathbf {j} }}+({\dot {\alpha }}\cos \beta +{\dot {\gamma }}){\hat {\mathbf {k} }}}
on {\displaystyle {\hat {\mathbf {i} }},{\hat {\mathbf {j} }},{\hat {\mathbf {k} }}} són vectors unitaris per al marc fix en el cos en moviment. Aquest exemple s'ha realitzat utilitzant la convenció Z-X-Z per als angles d'Euler.

## Unitats
En el sistema internacional d'unitats, les velocitats angulars tenen unitats d'invers de segon {\displaystyle [{\text{s}}^{-1}]}, també anomenat hertz {\displaystyle [{\text{Hz}}]}. És freqüent expressar també la velocitat angular en "revolucions per minut" {\displaystyle [{\text{r.p. m.}}]} encara que aquesta unitat no forma part del sistema internacional.
Molts textos empren encara el "radiant per segon", encara que el radian és una pseudounitat que no forma part del sistema internacional d'unitats i el seu ús no es recomana professionalment, encara que es manté en alguns contextos amb finalitats didàctics res més.